# Opéra-ballet
Das Opéra-ballet war eine Untergattung der französischen Oper des Hochbarock.
Sie wurde 1695 in der Pariser Oper ins Leben gerufen mit der Aufführung des Stückes Le Ballet des saisons nach einem Libretto von Jean Pic. Die Musik war zusammengetragen aus Arbeiten von Jean-Baptiste Lully und wurde ergänzt und arrangiert von Pascal Collasse. André Campras L’Europe galante erschien zwei Jahre später und wird als Musterbeispiel für diese Untergattung der französischen Barockoper betrachtet.
Ein Bühnenstück, bei dem Gesang die Handlung voranbrachte, galt zu jener Zeit in Frankreich als Oper, und für eines, das nicht bei Pastorale oder tragédie en musique einzuordnen war, bot sich die Bezeichnung ballet an, auch wenn darin nicht ausschließlich getanzt wurde. Zwar wählte man später für Lullys tragédies en musique oft die Bezeichnung opéra-ballet, doch hatte letztere das Merkmal, dass es für jede Einheit eigene Figuren und eine eigene Handlung gab. Entsprechend nannte das livret eher entrées als Akte. Ein umfassender Handlungsrahmen konnte z. B. durch den Titel gegeben werden, oder einzelne Handlungsstränge liefen in einem Epilog zusammen. Weitestgehend verbindungslos waren die entrées der Stücke aus der Unterkategorie fragments – Campras Les fêtes vénitiennes stellt diesen Typ besonders erkennbar dar. Zu Beginn des 18. Jahrhunderts wurde der Ausdruck opéra-ballet selten verwendet. Campra selbst nannte seine Werke dieser Gattung einfach ballet.
Campra und de la Motte hatten sich bei L’Europe galante nicht an Vorhandenem aus der Mythologie orientiert, sondern Allerweltspersonen in der Jetztzeit handeln lassen. Mit dem Kniff einer Bühne auf der Bühne konnten sie den Zuschauern auch eine Da-capo-Arie bieten – bis dahin verpönt in der französischen Oper. Die neue Strömung mit italienischem Einschlag begeisterte einen Teil des Publikums, ein anderer hatte Vorbehalte. Französisch sollte es sein, in dem erhabenen, von Lully erarbeiteten Stil der großen Tragédies en musique. Da half 1700 Michel de La Barre auch nicht, die Handlung seines Triomphe des arts in die Antike gelegt zu haben: Houdar de La Motte, der Librettist, habe den Text oft gedankenlos verfasst, schrieb ein „Dom Henriques Guiscardi“ in einem Lettre, die Oper sei bei Geringfügigkeit und Einfältigkeit angekommen und Großes wie Lullys Thésée, Alceste, Phaëton oder Roland müsse wieder her. Ironischerweise scheint sich hinter „Dom Henriques Guiscardi“ Henry Guichard zu verbergen, der Lully wie kein anderer das Leben schwer gemacht hatte. François Raguenet veröffentlichte 1702 mit der Parallèle des Italiens et des Français pour la musique et les opéras eine Schrift, auch mit Argumenten, nützlich für die italisierende Strömung. Lecerf antwortete mit einer Arbeit, die Vorzüge der französischen Tonkunst preisend, und in der Welt war eine Querele, die in der Geschichte der Pariser Opernakademie lange Zeit sich immer wieder auswirkte.